# هیوندای آی۳۰
هیوندای آی۳۰، (به انگلیسی: Hyundai i30) خودروی کامپکت تولید شده توسط شرکت کره‌ای هیوندای موتور می‌باشد، که از سال ۲۰۰۷ در ۳ طرح هاچ‌بک ۳-در، هاچ‌بک ۵-در و استیشن واگن ۵-در عرضه می‌شود.
نسل دوم هیوندای آی۳۰ در ماه سپتامبر ۲۰۱۱ در نمایشگاه بین‌المللی خودروی فرانکفورت رونمایی شد.
هیوندای آی۳۰ اشتراکات فراوانی با هیوندای الانترا دارد، اما بزرگترین تفاوت آن در سبک هاچ‌بک بدنه می‌باشد. در کانادا و ایالات متحده آمریکا با نام الانترای واگن یا نسل چهارم الانترا عرضه می‌شود. پلتفرم این اتومبیل با کیا سید یکسان و مشترک است. مشخصات نسل دوم این مدل شامل: طول ۴۳۰ سانتی متر وعرض ۱۷۸ سانتی متر و ارتفاع ۱۴۸ سانتی‌متر، فاصله دو محور جلو و عقب ۲۶۵ سانتی‌متر و وزن خالص نسل دوم آن معادل ۱۱۸۵ کیلوگرم می‌باشد. i30های سال ۲۰۱۲ به بعد دارای دو دیفرانسیل (محور) می‌باشد

## نگارخانه

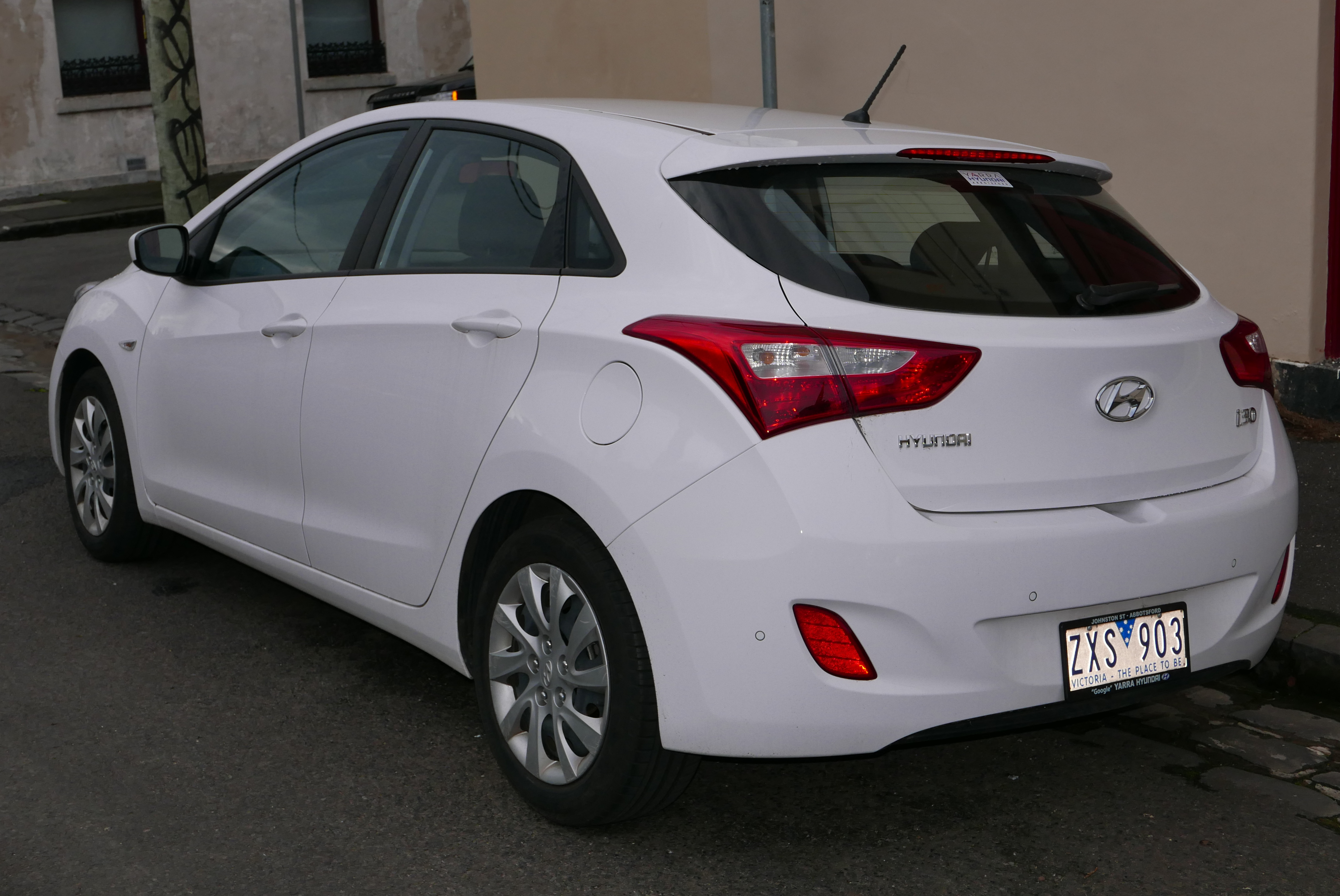
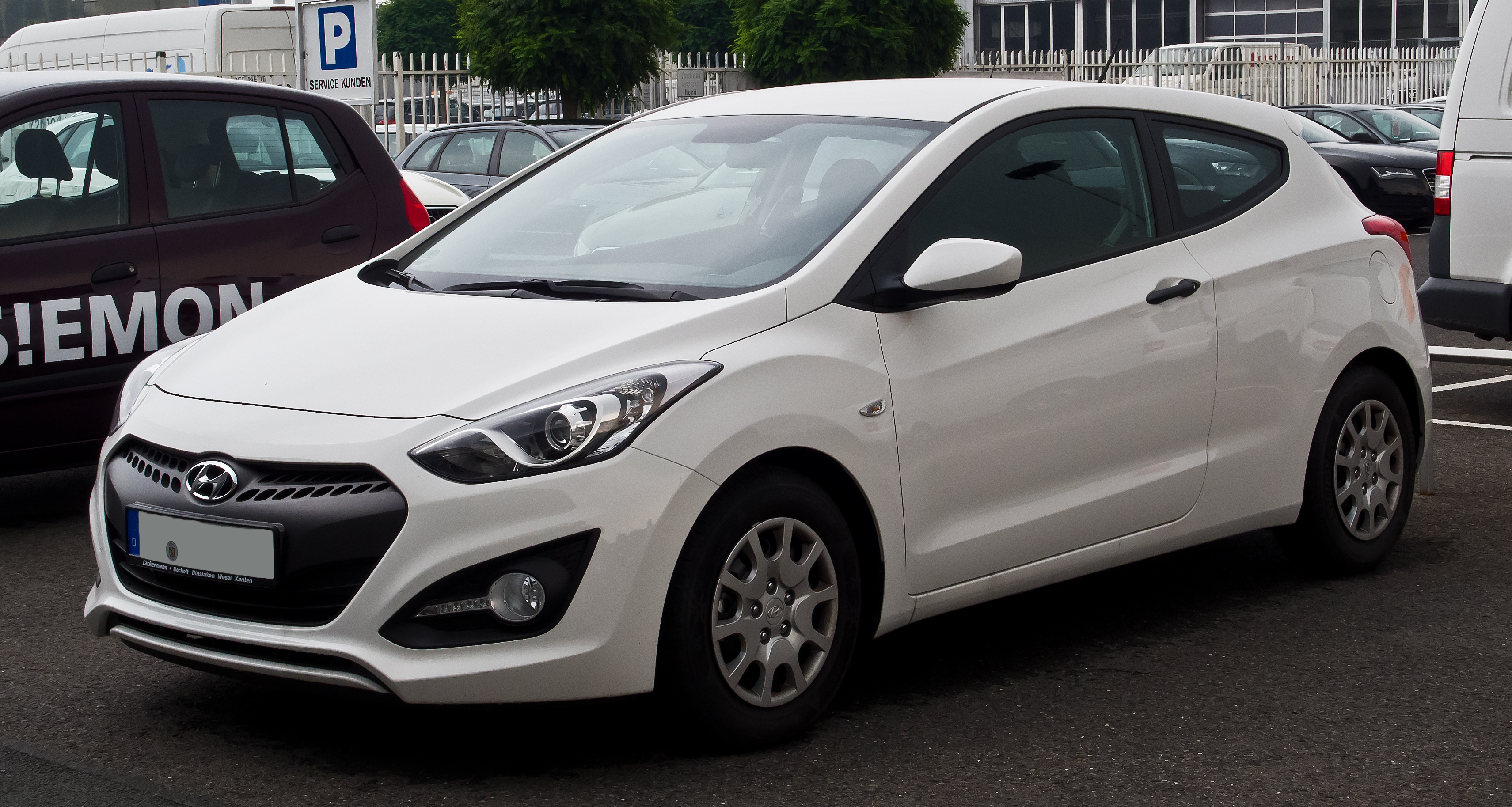
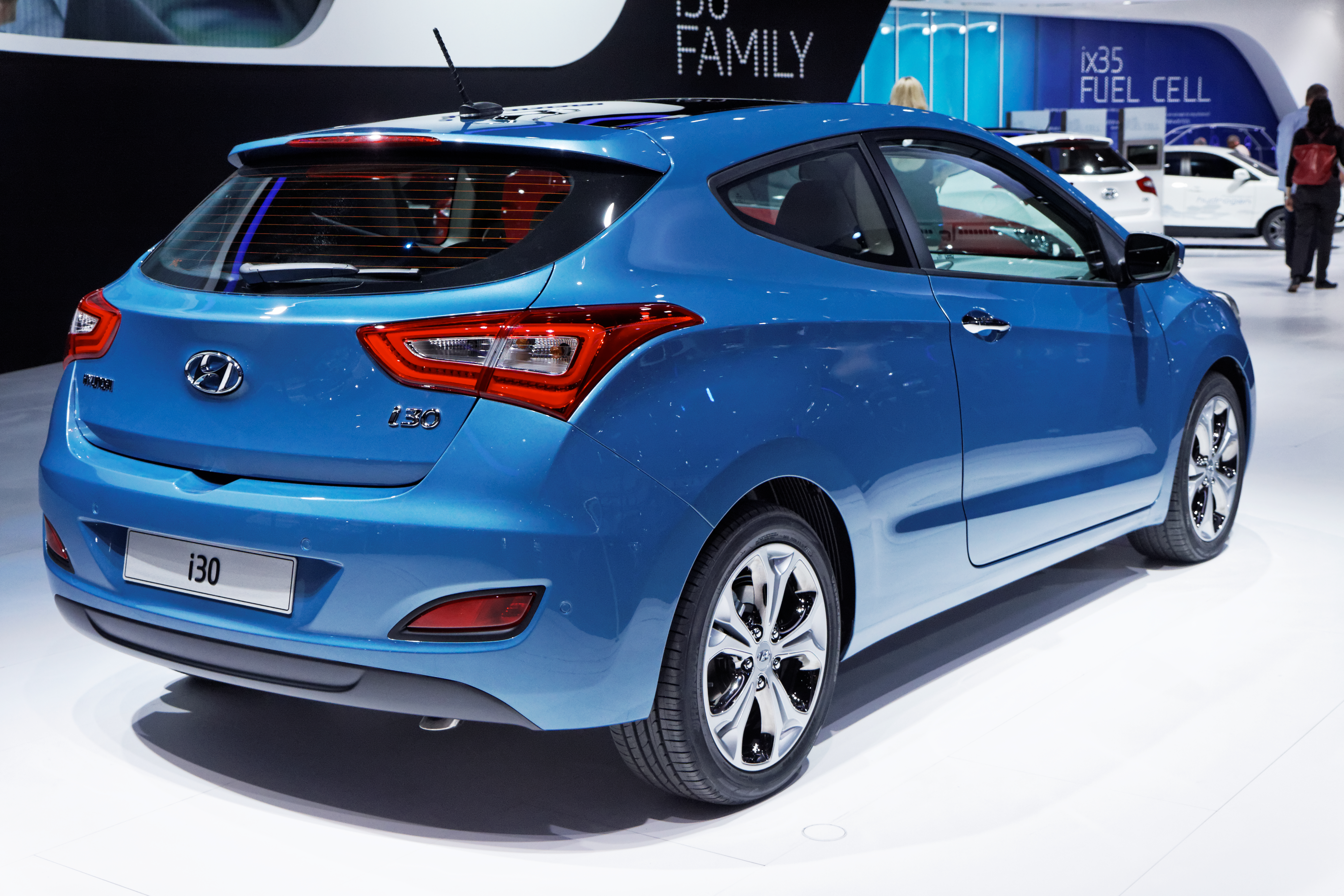
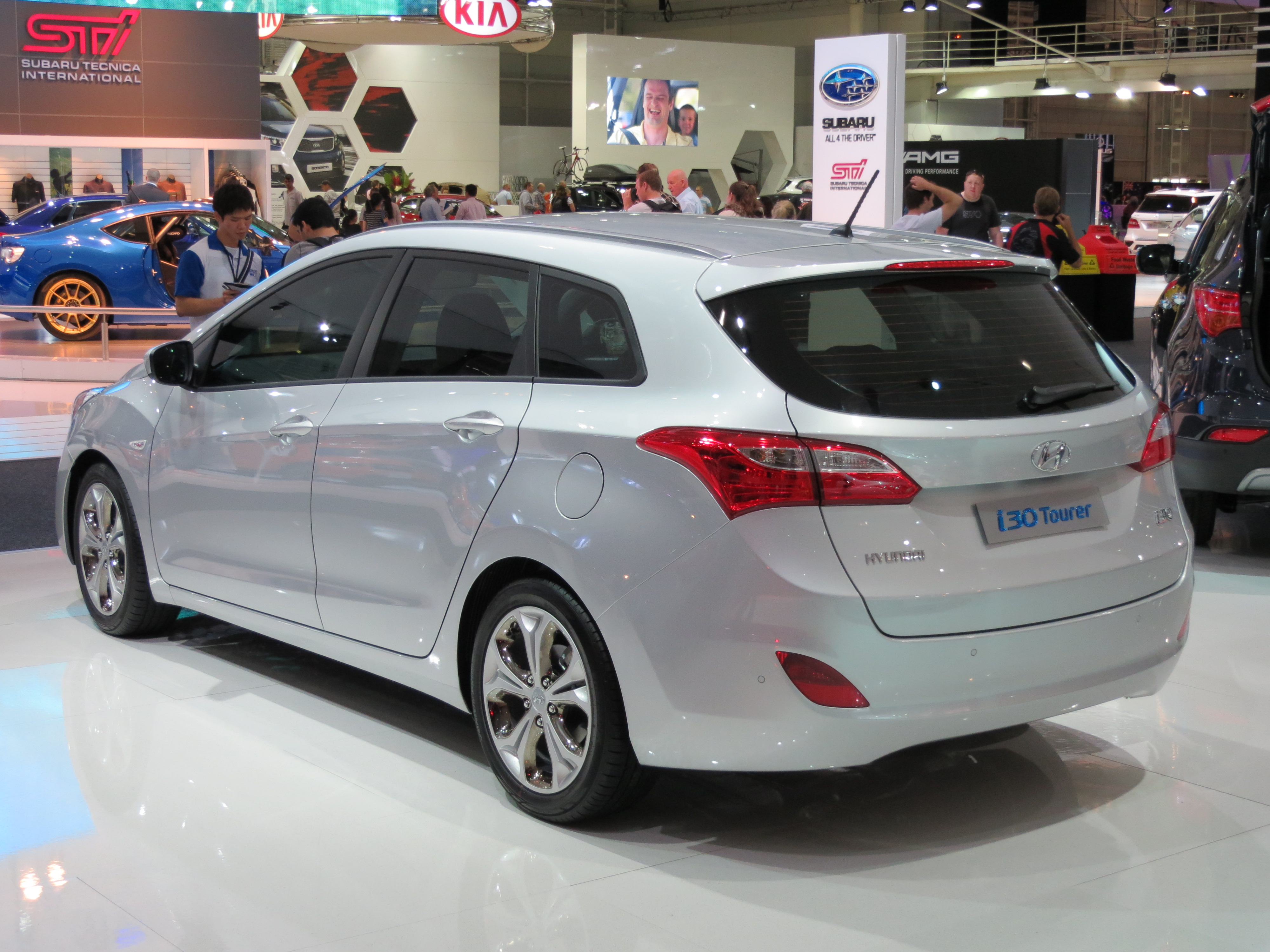
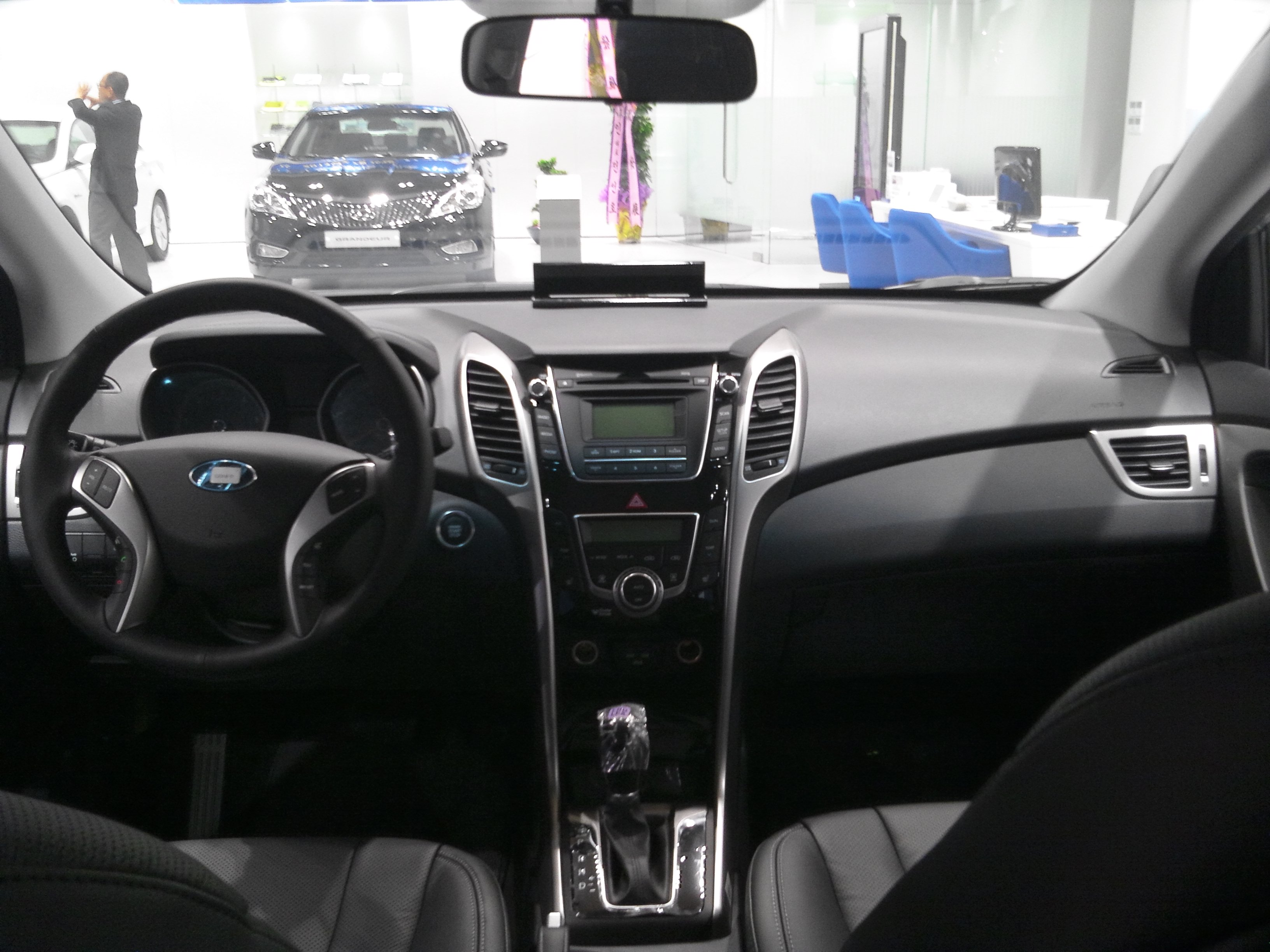
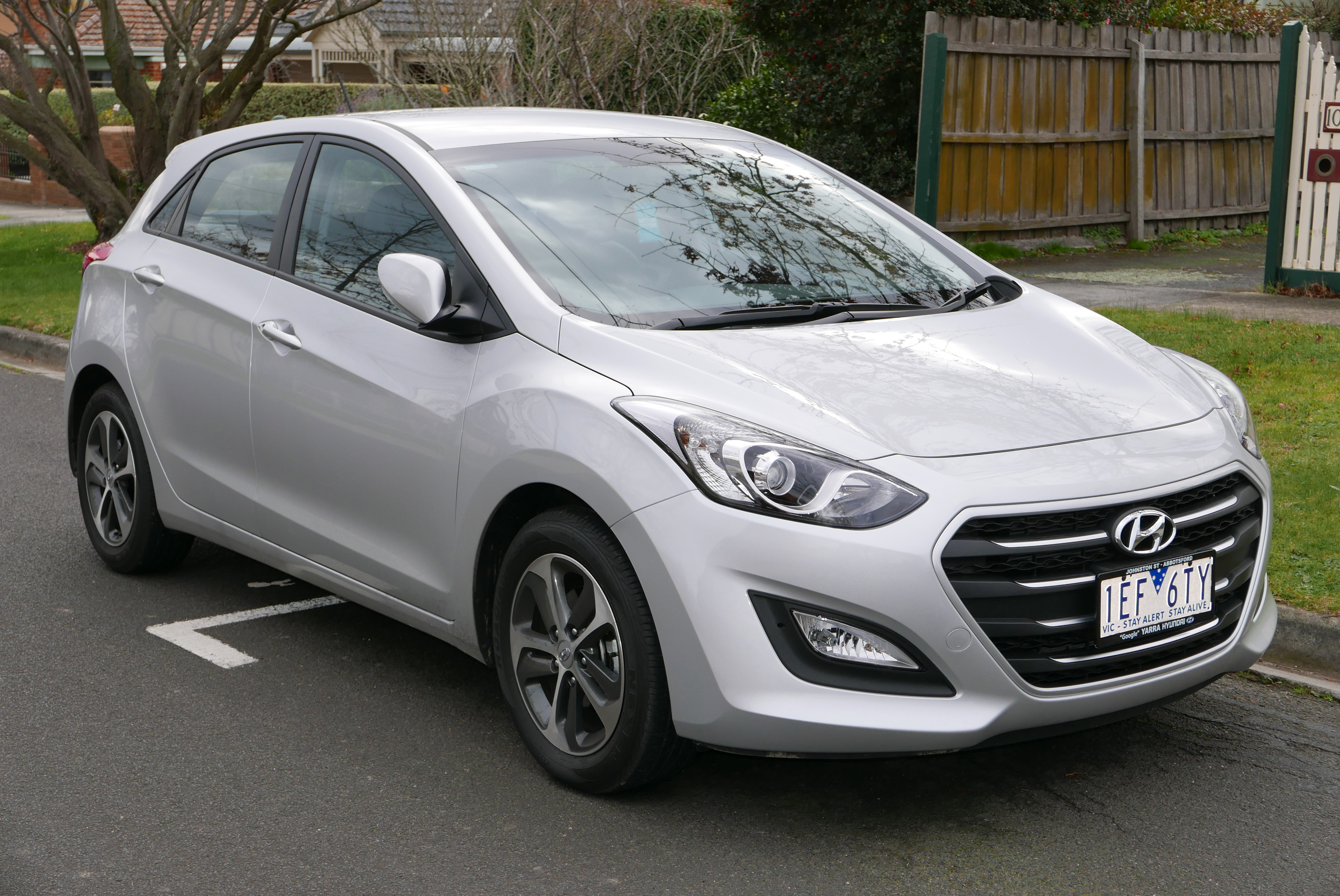

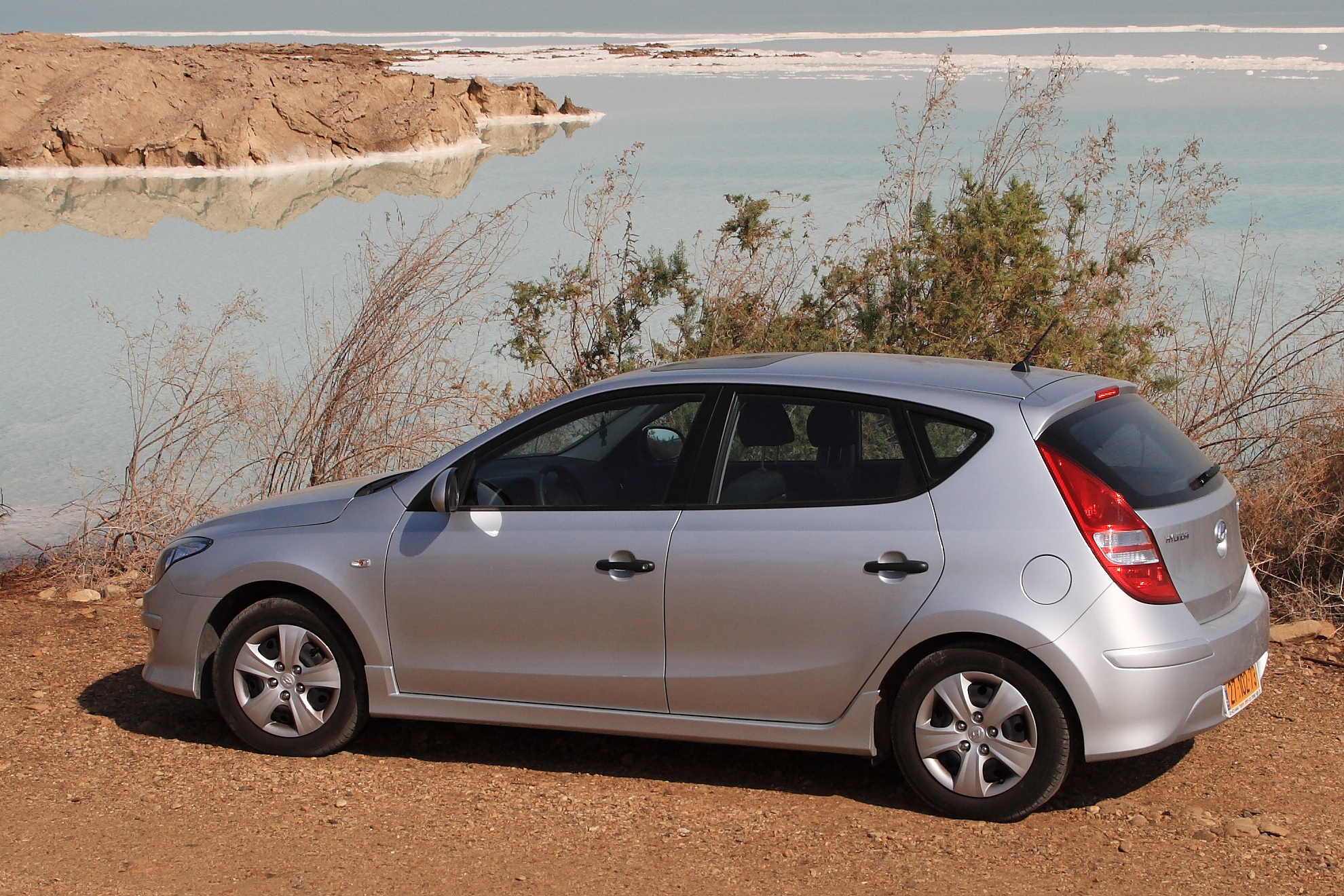
نسل اول هیوندای i30 که با کد اتاق FD عرضه شد و در ایران موجود است. نمونه وارد شده به ایران موتور ۲ لیتری اتمسفر ۱۴۰ اسب بخاری دارد که به وسیله گیربکس ۴ سرعته اتوماتیک تیپ ترونیک نیروی آن به چرخ های جلو منتقل میشود.

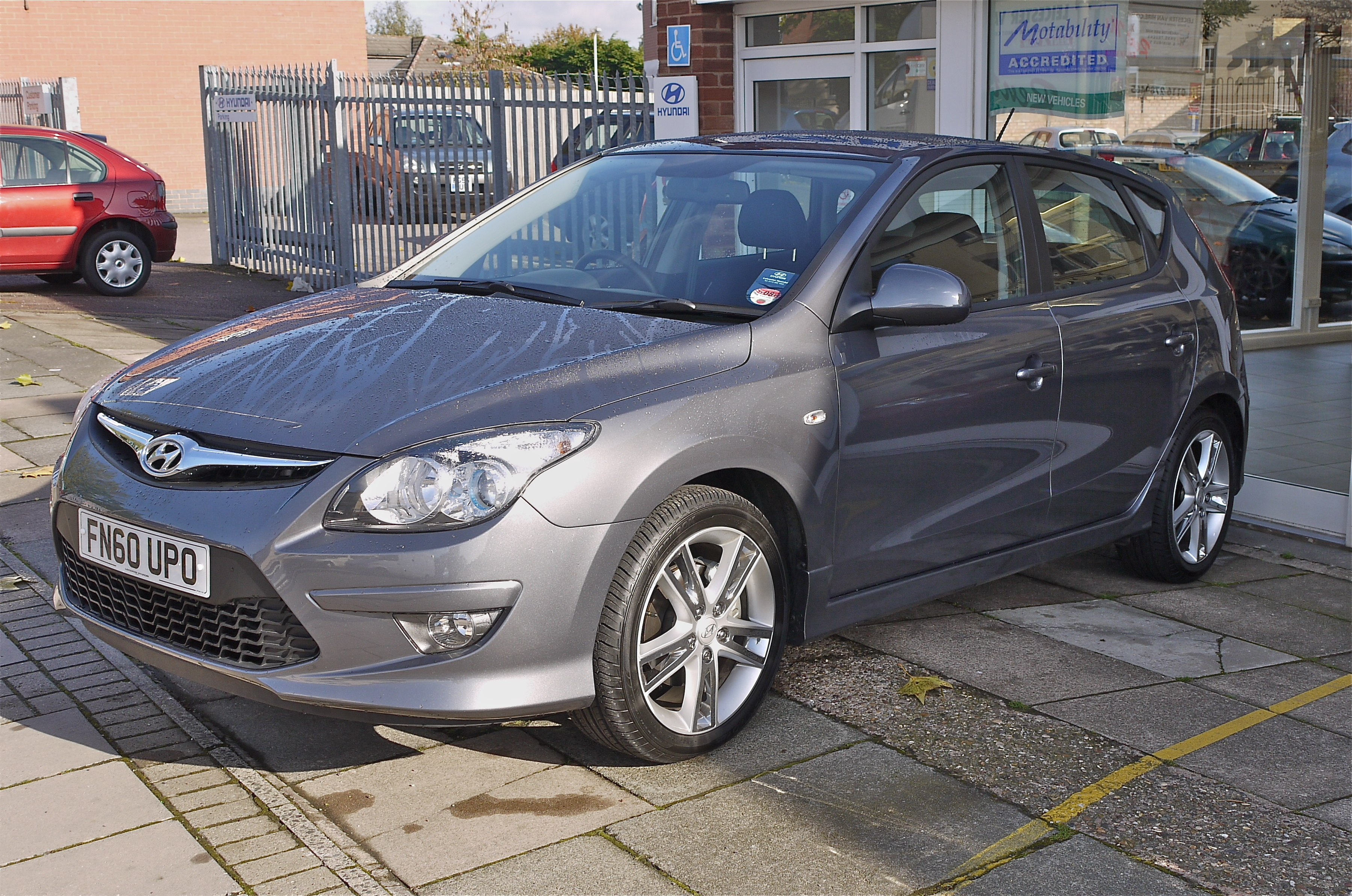
Hyundai i30 FD (First generation)